# Martin Annen
Martin Annen (Zug, 12 de diciembre de 1974) es un deportista suizo que compitió en bobsleigh en las modalidades doble y cuádruple. 
Participó en dos Juegos Olímpicos de Invierno, obteniendo en total tres medallas de bronce: una en Salt Lake City 2002, en la prueba doble (junto con Beat Hefti), y dos en Turín 2006,  en la prueba doble (con Beat Hefti) y en la cuádruple (con Thomas Lamparter, Beat Hefti y Cédric Grand).
Ganó dos medallas de bronce en el Campeonato Mundial de Bobsleigh, en los años 2001 y 2005, y cinco medallas en el Campeonato Europeo de Bobsleigh entre los años 2002 y 2006.

## Palmarés internacional
| Juegos Olímpicos   | Juegos Olímpicos                | Juegos Olímpicos  | Juegos Olímpicos |
| Año                | Lugar                           | Medalla           | Prueba           |
| ------------------ | ------------------------------- | ----------------- | ---------------- |
| 2002               | Salt Lake City (Estados Unidos) | Medalla de bronce | Doble            |
| 2006               | Turín (Italia)                  | Medalla de bronce | Doble            |
| 2006               | Turín (Italia)                  | Medalla de bronce | Cuádruple        |
| Campeonato Mundial |                                 |                   |                  |
| Año                | Lugar                           | Medalla           | Prueba           |
| 2001               | Sankt Moritz (Suiza)            | Medalla de bronce | Doble            |
| 2005               | Calgary (Canadá)                | Medalla de bronce | Doble            |
| Campeonato Europeo |                                 |                   |                  |
| Año                | Lugar                           | Medalla           | Prueba           |
| 2002               | Cortina d'Ampezzo (Italia)      | Medalla de bronce | Doble            |
| 2003               | Winterberg (Alemania)           | Medalla de bronce | Cuádruple        |
| 2005               | Altenberg (Alemania)            | Medalla de bronce | Doble            |
| 2006               | Sankt Moritz (Suiza)            | Medalla de oro    | Cuádruple        |
| 2006               | Sankt Moritz (Suiza)            | Medalla de bronce | Doble            |